# Avenida Francisco Beiró
La avenida Francisco Beiró es una concurrida arteria vial del noroeste la Ciudad de Buenos Aires, Argentina. Es la avenida más representativa del barrio de Villa Devoto.

## Recorrido
Se inicia en el límite de los barrios de Agronomía y Parque Chas, en el punto en que la Avenida de los Incas cruza la Avenida de los Constituyentes.

Recorre la zona de Agronomía, bordeando las instalaciones del Club Arquitectura, el Club Comunicaciones, la Facultad de Ciencias Veterinarias de la Universidad de Buenos Aires, y cruzando las vías del Ferrocarril Urquiza.

Sirve de límite entre los barrios de Villa Devoto y Villa del Parque, hasta que después de cruzar las vías del Ferrocarril San Martín, ingresa totalmente a Villa Devoto. Una de las más características de esta zona, es la cantidad de árboles de mandarinas que hay en sus veredas.

Termina en la Avenida General Paz, en el barrio de Villa Real.

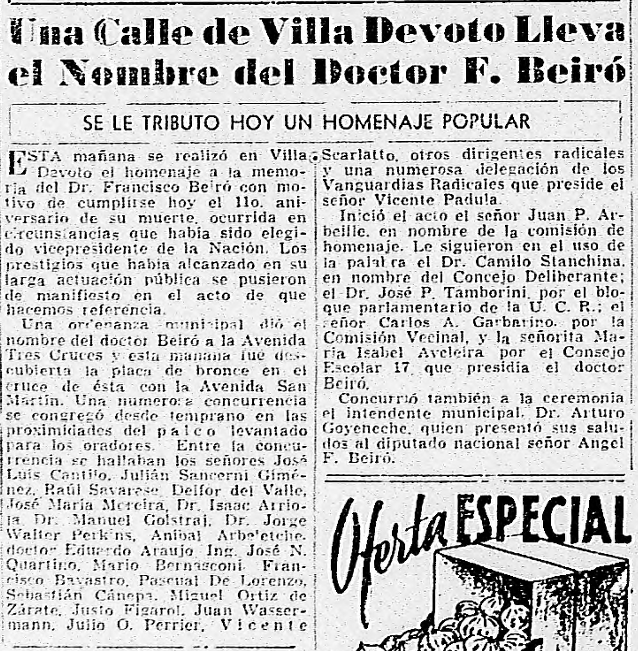
Nota del diario Crítica del 19 de junio de 1939 sobre el cambio de nombre de Tres Cruces a Beiró.

Antiguamente se la denominaba Avenida de las Tres Cruces (de 1904 a 1938), Avenida del Progreso (de 1889 a 1904) y Camino de Gainza (desde circa 1800 hasta 1889).

## Cruces importantes

### Agronomía (2100-3100)
- 2100: Avenida de los Constituyentes - Avenida de los Incas - Facultad de Agronomía (Universidad de Buenos Aires)
- 2600: Viaducto Gustavo Cerati bajo el Ferrocarril General Urquiza
- 2900: Avenida Nazca - Club Comunicaciones - Estación Francisco Beiró del Ferrocarril General Urquiza

### Villa del Parque/Villa Devoto (3100-3800)
- 3100: Avenida San Martín - Hospital Oncológico Ángel Roffo - Metrobús San Martín Parada Solano López
- 3700: Calle Joaquín V. González - Cruce a nivel con el Ferrocarril General San Martín - Plaza Elena de Roffo

### Villa Devoto (3100-5300)
- 4000: Avenida Chivilcoy
- 4400: Avenida Segurola - Avenida Fernández de Enciso
- 4800: Avenida Lastra - Plaza General Pablo Ricchieri
- 5100: Calle Miguel de Cervantes - Plaza El Maestro

### Villa Real (5300-5800)
- 5300: Avenida Lope de Vega
- 5800: Avenida General Paz

## Toponimia

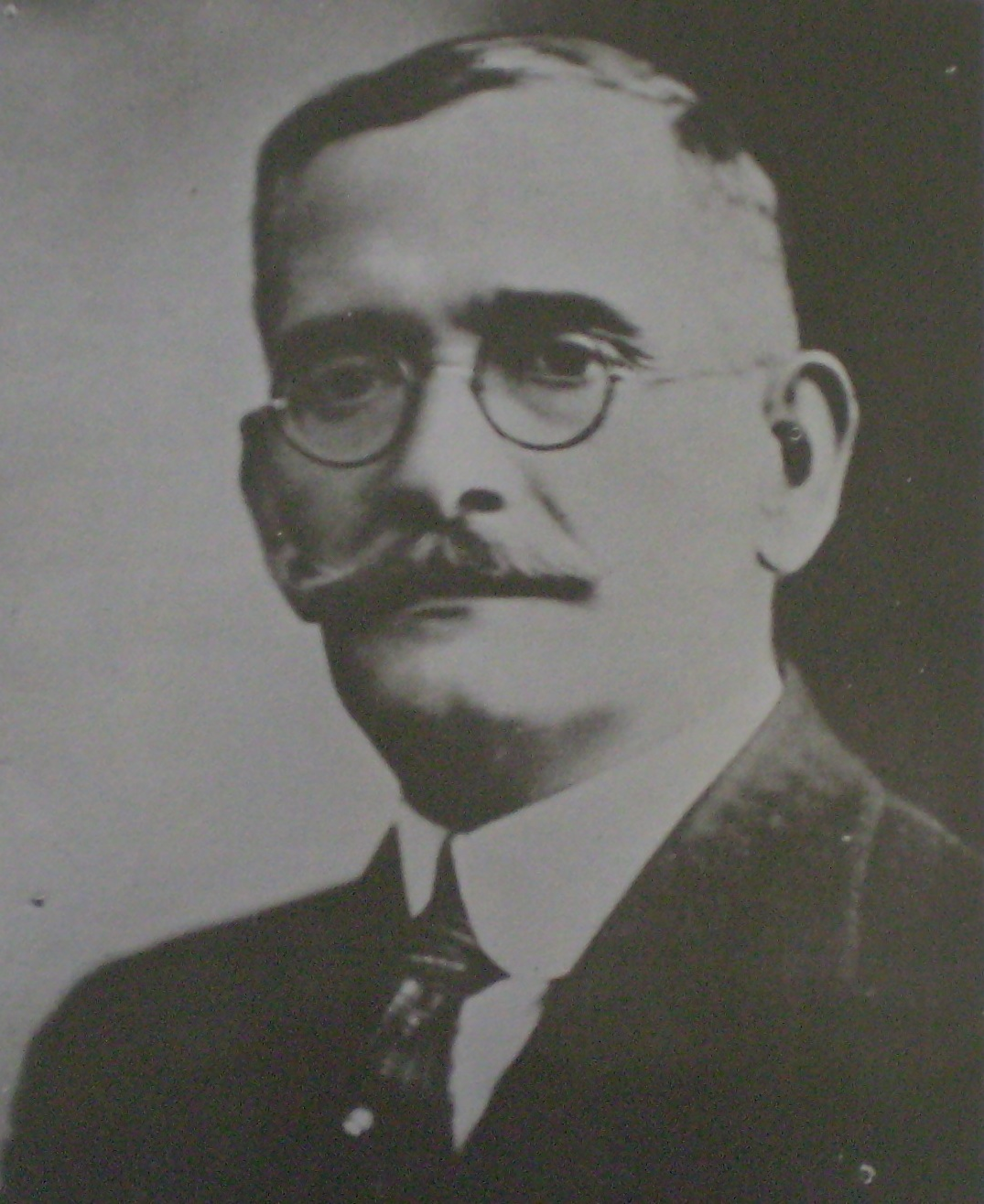
Francisco Beiró.

Recibe su nombre en homenaje a Francisco Beiró (Rosario del Tala Entre Ríos, 19 de septiembre de 1876 - Buenos Aires, 22 de julio de 1928) militante de la Unión Cívica Radical Antipersonalista de fuerte labor vecinalista en Villa Devoto. Fue compañero de fórmula de Hipólito Yrigoyen a la segunda presidencia pero su repentina muerte le impidió asumir el cargo.